# Lutjanus analis
A cioba (Lutjanus analis) é uma espécie de peixe marinho da ordem perciforme pertencente à família Lutjanidae. É encontrada em uma grande área do Oceano Atlântico. Também é conhecida como caranho-verdadeiro, caranho-vermelho, chioba, cioba-verdadeira, ciobinha, mulata e vermelho-paramirim.
Pode ser encontrada nos seguintes países e territórios: Anguila, Antiga e Barbuda, Aruba, Bahamas, Barbados, Belize, Bermudas, Brasil, Cuba, Curaçau, Dominica, Estados Unidos, Granada, Guadalupe, Guatemala, Guiana, Guiana Francesa, Haiti, Honduras, Ilhas Caimã, Ilha de São Martinho, Ilhas Virgens Britânicas, Ilhas Virgens Americanas, Jamaica, Martinica, México, Monserrate, Países Baixos Caribenhos, Nicarágua, Porto Rico, República Dominicana, Santa Lúcia, São Bartolomeu, São Cristóvão e Neves, São Vicente e Granadinas, Suriname, Trindade e Tobago, Turcas e Caicos e Venezuela.